# Euphoresia butneri
Euphoresia butneri is een keversoort uit de familie bladsprietkevers (Scarabaeidae). De wetenschappelijke naam van de soort is voor het eerst geldig gepubliceerd in 1900 door Ernst Brenske.